# Jonas Gabler
Jonas Gabler (* 12. Oktober 1981 in Berlin) ist ein deutscher Sachbuchautor.

## Leben und Wirken
Gabler studierte bis 2008 an der Freien Universität Berlin und absolvierte ein Auslandssemester an der Universität Mailand. Seine Diplom-Arbeit trägt den Titel Ultrakulturen und Rechtsextremismus – Fußballfans in Deutschland und Italien. Seit dem Studium arbeitet er als freier Publizist zu den Themen Fankultur, Ultras, Diskriminierung und Antidiskriminierung.
Durch sein 2010 veröffentlichtes Buch Die Ultras – Fußballfans und Fußballkulturen in Deutschland bekam er große bundesweite Aufmerksamkeit, führte mehrere Lesereisen durch und wurde auch in Fernsehsendungen, wie dem Aktuellen Sportstudio des ZDF eingeladen.  Auf Grund seiner zumeist fanfreundlichen Positionen konnte er auch Artikel in dem deutschlandweiten Fanzine Blickfang Ultra veröffentlichen und wurde von verschiedenen Ultra-Gruppierungen zu Lesungen eingeladen.
Von 2012 bis Oktober 2015 war er u. a. mit Gunter A. Pilz in der Kompetenzgruppe „Fankultur und Sport bezogene Soziale Arbeit“ (KoFaS) an der Universität Hannover tätig. Anschließend wurde er Geschäftsführer der ausgegründeten KoFaS gGmbH. Zuvor war er auch als Leiter von historischen Führungen beim Verein  Berliner Unterwelten aktiv. Er ist Fan von Hertha BSC.

## Publikationen

### Monographien
- 2010 Die Ultras – Fußballfans und Fußballkulturen in Deutschland, Köln: Papyrossa Verlag.
- 2009 Ultrakulturen und Rechtsextremismus – Fußballfans in Deutschland und Italien, Köln: Papyrossa Verlag.

### Herausgeberschaft
- 2015 Für Respekt im Sport: Gunter A. Pilz – zwischen Graugänsen, Streithähnen und Zaunkönigen. Hg.: Franciska Wölki-Schumacher, Robert Claus, Gerd Dembowski, Jonas Gabler, Daniel Kirchhammer, Olaf Zajonc
- 2015 Zurück am Tatort Stadion: Diskriminierung und Antidiskriminierung in Fußball-Fankulturen. Hg.:  Martin Endemann, Robert Claus, Gerd Dembowski, Jonas Gabler

### Zeitschriftenbeiträge
- 2012 Sind Ultras rechtsextrem? In Netz gegen Nazis.[10]
- 2012 Rechtsradikalismus und Rassismus in der Fußballfankultur in Deutschland. In: Rundbrief der AG Rechtsextremismus / Antifaschismus beim Bundesvorstand der Partei Die Linke
- 2011 Fußball als Männerbund – Die Rolle der Frau in der Fußballfankultur. In Blätter für deutsche und internationale Politik.
- 2011 Ultras & Gewalt. In Blickfang Ultra.
- 2010 Der DFB und die Ultras – Gemeinsam gegen Rechtsextremismus im Fußball. In Forschungsjournal Neue Soziale Bewegungen.

### Sammelbandbeiträge
- 2016 Von „sogenannten Ultra-Gruppierungen“, „Störern“ und Verletzten. Eine kritische Betrachtung der Zahlen der Zentralen Informationsstelle Sporteinsätze (ZIS). In: Czoch, P. (Hg.): Ultras in Deutschland. Berlin: Hirnkost-Verlag.
- 2015 Gewalt im Umfeld von Fußballspielen. In: Melzer, Wolfgang; Hermann, Dieter; Sandfuchs, Uwe; Schäfer, Mechthild; Schubarth, Wilfried; Daschner, Peter (Hrsg.): Handbuch Aggression, Gewalt und Kriminalität bei Kindern und  Jugendlichen. Bad Heilbrunn: Julius Klinkhardt.
- 2014 Jugendliche Ultras – Probleme und Potentiale einer sich wandelnden Fankultur. In: Kuhlmann, D. (Hg.): Sport, Soziale Arbeit und Fankulturen – Positionen und Projekte. Hildesheim: Arete Verlag.
- 2013 Von strukturierten Emotionen und emotional  aufgeladenen Strukturen. Schlaglichter auf die jüngere Entwicklung  der Ultraszene. In: Koordinationsstelle Fanprojekte bei der dsj (Hrsg.): fanarbeit 2.0. Zukünftige Herausforderungen für die pädagogische  Arbeit mit Fußballfans (KOS-Schriften 11). Frankfurt/Main: KOS.
- 2012 Jugendliche Ultras. In Bock K./ Grabowsky, S./ Sander, U. / Thole, W. (Hg.): Aktuelle Fragen der Jugend(hilfe)forschung. Hohengehren: Schneider Verlag.
- 2012 Sich die Freiheiten nehmen. In Linkelmann, J./Thein, M. (Hg.): Ultras im Abseits? Porträt einer verwegenen Fankultur. Göttingen: Verlag Die Werkstatt.